# 男はつらいよ 葛飾立志篇
『男はつらいよ 葛飾立志篇』（おとこはつらいよ かつしかりっしへん）は、1975年12月27日に公開された日本映画。『男はつらいよ』シリーズの16作目。同時上映は『正義だ!味方だ!全員集合!!』。なお第5～7作で用いられた「〇〇篇」という副題が久々に復活したが本作が最後となった。

## あらすじ
寅次郎の見る夢は、西部劇の飲み屋の世界。ヴァージニア出身のおたずねものの「タイガー・キッド」（渥美清）が敵を皆殺しにし、歌手の妹（倍賞千恵子）を救うが、自分の兄ではないかという妹の問いかけに、「他人の空豆よ」と言って、馬に乗り、去っていくというものである。
ある日とらやに、山形からやってきたという最上順子（桜田淳子）と名乗る女子高生が、寅次郎を訪ねてきた。寅次郞が毎年欠かさず手紙や少しばかりのお金を贈ってくれるので、順子は寅次郞が会ったことのない実の父ではないのかと思い、修学旅行のついでに葛飾柴又へやって来たのである。そこへ寅次郎が帰ってきて、順子が、かつて自分が無一文で行き倒れかけていた時に、ただで食事をごちそうしてくれた食堂の女性であるお雪が連れていた赤ん坊であると理解する。しかし、次の瞬間に順子の口から、お雪が昨年病気で亡くなった事を知らされる。
例によってとらやで一悶着起こして、墓参りに行くべく山形へ向かった寅次郎は、お雪の墓のある寺の住職（大滝秀治）から、学がなかったために悲惨な人生を送ったお雪の後悔を聞かされる。ちょっと外見のいい事を鼻にかけた、女出入りの絶えないろくでなし男に言いくるめられ、関係を持った末に子供を産んでしまったのである。その子供が順子であり、男はお雪が自分の子供を身篭ったと知るや否や、責任を取るどころか、そそくさと逃げ出してしまったのだという。お雪同様に学がないと自覚する寅次郎は、「己を知る」ために学問を修めることの大切さを住職から学び、葛飾へと帰っていく。
ちょうどその頃とらやに、御前様の姪に当たり、大学で考古学の助手をしている筧礼子（樫山文枝）が下宿することになった。寅次郞は、柴又の喫茶店でたまたま礼子を見かけ、見知らぬ仲ながら気さくに話しかけ、学んだばかりの「己を知る」ことの大切さに触れて、礼子の共感を得る。とらやに着き、二人はお互いの素性を知るが、寅次郞は礼子に惚れ始めていた。
礼子に気に入られるため、というより何とか接近するためには、これはもう学問しかない。そう考えた寅次郎だが、具体的に何をすればいいのか分からない。礼子が眼鏡を掛けていることから、眼鏡を掛ければ何かのきっかけになるのではないかと思って実行し、柴又界隈の笑いものになる。ところが、おじである御前様に頼まれた礼子が、寅次郞の家庭教師をしてくれることになる。寅次郞は喜ぶが、いざ当日になると、さくらに礼子の部屋に一緒に来てもらうなど、そわそわしてしまう。さらに礼子の講義は何がなんだかサッパリ判らない。が、そこは寅次郎、ふとしたきっかけでテキヤの口上を淀みなく口にして、楽しい勉強会になったのだった。
数日後、とらやに礼子の師匠の田所（小林桂樹）が現れる。服装やひげ面、煙草を吸う姿勢など、とても大学教授には見えない風体の男で、学問の知識は豊富だが、寅次郎から恋愛について助言されて「師」と呼ぶようになるほどの恋愛下手の独身だった。その田所は、密かに礼子に憧れており、かねて礼子を想って作ったプロポーズの詩を、酔った自分を家まで送ってくれた礼子に渡す。
礼子はその詩を読んで思い悩み、プロポーズされたことを寅次郞に告げる。そんなことを知ったならば自ら身を引くことが男の道と考える寅次郞は、礼子の幸せを祈ると伝えて、旅立ちの準備を始める。様子を見に来たさくらに「自分に学問がないから、礼子さんに何もしてやれなかった」と悔しがるも、礼子を含めとらやの人たちに爽やかに挨拶をして、旅立つ。しかし、それが寅次郞の早合点で、礼子がプロポーズを受けない決意をしていたと知り、さくらは寅次郞を追いかけるが、既に寅次郞は柴又を発っていた。
とらやで正月を過ごす礼子の元に、寅次郞から年賀状が届く。「旧年中は思い起こせば恥ずかしきことの数々、今はただ後悔と反省の日々を過ごしつつ、はるか遠い旅の空からあなた様の幸せなご結婚をお祈りしております」との文面だった。その頃、寅次郞は、田所と一緒に旅をしていた。お互いが礼子に「振られた」同士であることを知らないままの、心の通じ合った旅であった。

## キャスト
- 車寅次郎：渥美清
- 諏訪さくら：倍賞千恵子
- 車竜造：下條正巳
- 車つね：三崎千恵子
- 諏訪博：前田吟
- 社長：太宰久雄
- 源公：佐藤蛾次郎
- 諏訪満男：中村はやと
- 旦那：吉田義夫
- 中村: 笠井一彦
- 印刷工:羽生昭彦
- 同:木村賢治
- 同:長谷川英敏
- 同:坂大勝也
- 野球応援の主婦：谷よしの
- 八百屋のおかみ：後藤泰子
- 主婦：戸川美子
- 統一劇場 - 夢シーン、西部の酒場の人達。
- 夢シーン - 紳士風のガンマン：本編 - 轟巡査：米倉斉加年
- 住職：大滝秀治
- 御前様：笠智衆
- 最上順子：桜田淳子
- 筧礼子：樫山文枝
- 田所雄介先生：小林桂樹
- ギターを弾く男：上條恒彦（ノンクレジット）
- 馬子・メガネをかけたご近所さん：露木幸次（ノンクレジット）
- 観光船のガイド：岡本茉利（ノンクレジット）

## ロケ地
- 山形県（寒河江市・中郷(夢から覚める)、上山市(かみのやま温泉、水岸山観音寺)、西村山郡大江町(深沢渡船場)、寒河江市・本山慈恩寺八千代公園(お雪の墓所)）
- 東京都(文京区・東京大学弥生キャンパス)、(葛飾区・金町すずらん通り)
- 静岡県（沼津市西浦足保・用心崎～天神社前）

佐藤(2019)、pp.622より

## エピソード
- 桜田淳子の役は当初あべ静江にオファーがいっていたが、同時期に制作された「トラック野郎」シリーズの方へ出演したため、桜田淳子が起用された。[1]

- 本作では桜田淳子(最上順子)が出演しているが、順子がとらやにいる場面で轟巡査が桜田淳子のヒット曲「わたしの青い鳥」を唄うシーンがある。
- DVDに収録されている特報及び予告編では以下のような没シーンやカットシーンが挿入されている。
  - 大船での制作記者会見シーン(特報)
  - 第14作での寅さんが帽子を落として追い掛けるシーンや小魚を食べるシーン、野道を歩くシーン(特報)
  - 木に成っている柿を食べるシーン(特報)
  - 田所教授がタクシーから降りて遺跡発掘現場で説明を聞くシーン(予告編)
  - 眼鏡屋から出た寅がさくらとばったり会うシーン(予告編)。本編では街の主婦に変更されており、さくらはおばちゃんからの電話で知ることになる。
  - 源ちゃんがヨーヨーを行う別バージョン(予告編)
  - 山形での啖呵売のシーン(予告編)。本編では緑のボストンバッグを持ち「8000から9000」となっているが予告編では白いボストンバッグで「9000から8000」という台詞になっている。
- 使用されたクラシック音楽
  - 『小諸馬子唄』～荷馬車に揺られ夢から覚める寅さん
  - ヴィヴァルディ作曲：フルートとファゴットのためのソナタ イ短調 RV86 第1楽章-Largo 第2楽章-Allegro ～ 寅さんが礼子に出会う喫茶店
  - ヴェルディ作曲：歌劇『リゴレット』第3幕から『女は気まぐれ（女心の歌）』～日本語とイタリア語で田所教授が歌う
  - カール・タイケ作曲：『旧友』（行進曲）～江戸川河川敷 草野球で流れる
  - 『ジングルベル』～柴又商店街、『きよしこの夜』～柴又駅ホーム

## スタッフ
- 監督・原作：山田洋次
- 脚本：山田洋次、朝間義隆
- 製作：島津清、名島徹
- 企画：高島幸夫、小林俊一
- 音楽：山本直純
- 撮影：高羽哲夫
- 美術：出川三男、佐藤公信
- 録音：中村寛
- 調音：松本隆司
- 照明：青木好文
- 編集：石井厳
- スチール：長谷川宗平
- 監督助手：五十嵐敬司
- 装置：小野里良
- 装飾：町田武
- 衣裳：松竹衣裳
- 現像：東京現像所
- 進行：玉生久宗
- 製作主任：内藤誠
- 協力：ブルドックソース、柴又神明会

## 記録
- 観客動員：213万1000人[2]
- 配給収入：11億9100万円[3]（11億5000万円[2]とも）

## 備考
- 本作のみブルドックソースが協力しており、食事のシーンや、空き箱、タコ社長が匂いをかぐシーンなどに登場する。